# Renoncule des fleuristes
Ranunculus asiaticus
Espèce
Classification phylogénétique
La renoncule des fleuristes ou renoncule des jardins (Ranunculus asiaticus) est une espèce de plantes herbacées vivaces de la famille des Ranunculaceae originaire de la Méditerranée orientale (Crète, Grèce), du sud-ouest de l'Asie et du nord de l'Afrique. Les croisés de Saint Louis l'ont découverte en Terre sainte et l'ont introduite en France mais elle ne s'y multiplia pas beaucoup, et ce ne fut que sous le règne de Mahomet IV, sultan des Turcs, que les belles variétés commencèrent à se répandre dans nos jardins.

## Description
Il s'agit d'une plante herbacée vivace mesurant 45 cm de hauteur.
Sa racine est vivace, composée de plusieurs petits tubercules allongés, réunis en faisceau ; les jardiniers lui donnent le nom de « griffe » : elle produit une tige cylindrique, droite, pubescente, simple ou peu rameuse, haute d'environ 30 cm.
Les feuilles basales sont trilobées, avec des feuilles plus haut sur les tiges plus profondément divisée ; comme les tiges, elles sont duveteuses ou poilues.
La floraison a lieu de février à mai. Les fleurs mesurent 3 à 5 cm de diamètre. Elle fleurit 120 à 150 jours après plantation et sont de couleur rouge, rose, jaune ou blanc, avec une ou plusieurs fleurs sur chaque tige.
La renoncule asiatique a beaucoup de pétales. Les nombreuses étamines sont transformées en pétales. La renoncule peut être à fleur simple, double ou semi-double. La simple est composée de cinq à six feuilles disposées en rose ; la double en porte une quantité considérable, et la semi-double tient le milieu entre la simple et la double. Elle est aujourd'hui la plus estimée à cause de la prodigieuse variété de couleurs qu'une même planche rassemble ; d'ailleurs la graine de la même fleur produit de nouvelles couleurs d'une année à l'autre. Les renoncules doubles sont stériles et les semi-doubles sont nommées porte-graines.
Il s'agit d'une plante protégée dans certains pays.
De nombreux cultivars ont été sélectionnés, y compris les Bloomingdale, Picotee, Pot Dwarf et Superbissima.

## Distribution
L'espèce est présente dans l'est du bassin méditerranéen, de la Crète jusqu'à la Turquie, dans le Levant et également en Afrique du Nord.

## Culture

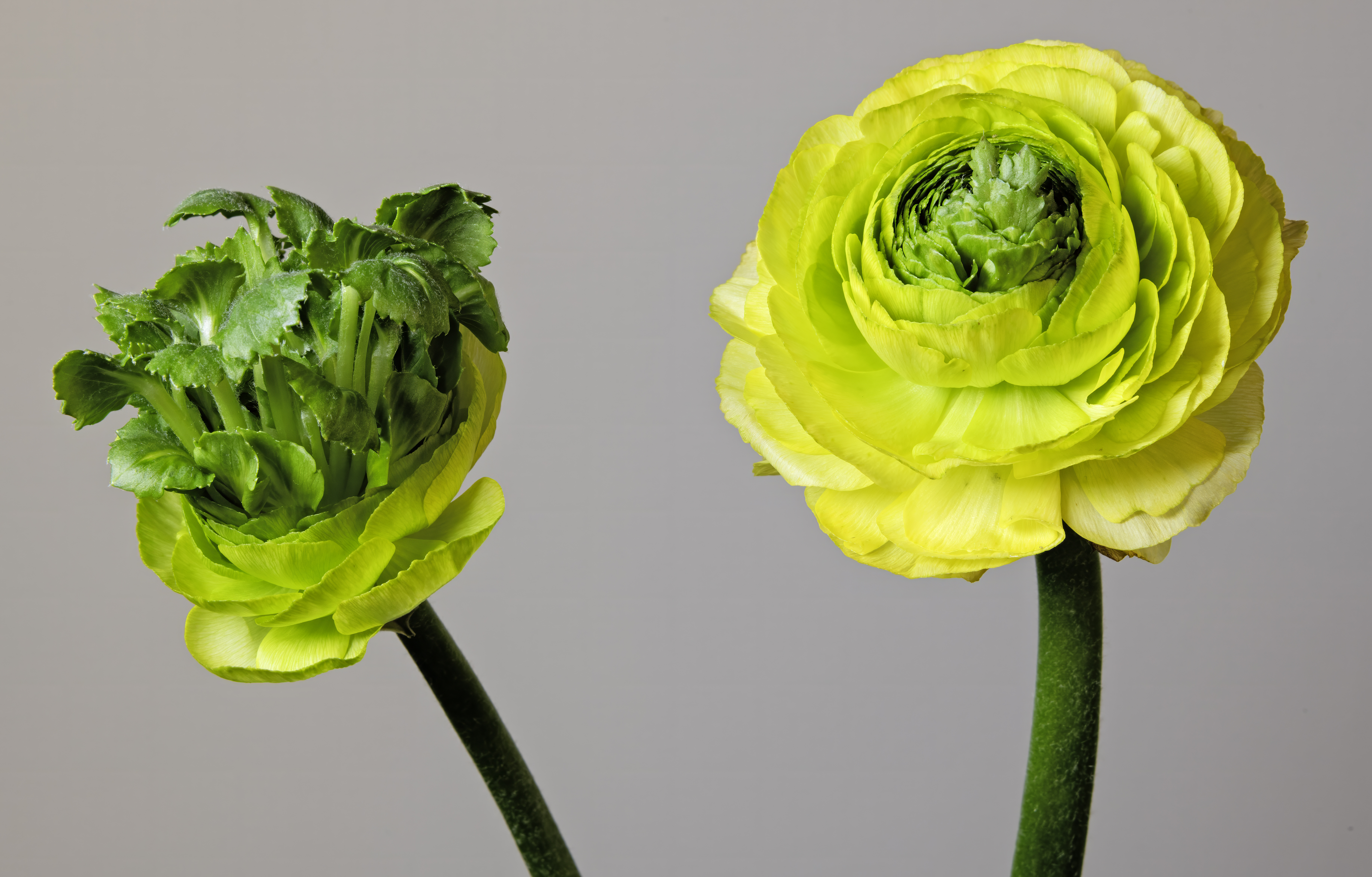
Ranunculus asiaticus exemple de totipotence de deux individus MHNT

Ces plantes préfèrent un sol riche et une exposition en plein soleil. Elles peuvent tolérer un léger gel, mais ne sont pas résistantes à des températures inférieures à -10 °C. Après la floraison, mieux vaut conserver les tubercules dans un endroit frais et sec et les replanter au printemps à 5 cm de profondeur après les avoir trempé au préalable une demi-journée dans l'eau.
Ne pas arroser avant l'émergence des jeunes pousses. Couper les fleurs fanées pour éviter une dépense d'énergie inutile lors de la production des graines.
L'espèce est sensible aux limaces, à l'oïdium et aux pucerons.

## Utilisations
La renoncule asiatique est une plante ornementale fréquente dans les jardins, et largement utilisée par les fleuristes. C'est une excellente fleur à couper avec une tenue en vase de 2 à 3 semaines.
On cultive en outre très fréquemment dans les jardins un autre type de renoncules connues sous le nom de Renoncule pivoine.

## Reconnaissance
Le 1er mars 2023, Postes Canada, l'administration postale du Canada, a émis un timbre-poste représentant Ranunculus asiaticus. Le timbre était émis sous forme de carnets et de rouleaux et sous forme de bloc-feuillet.